# Ed Bethune

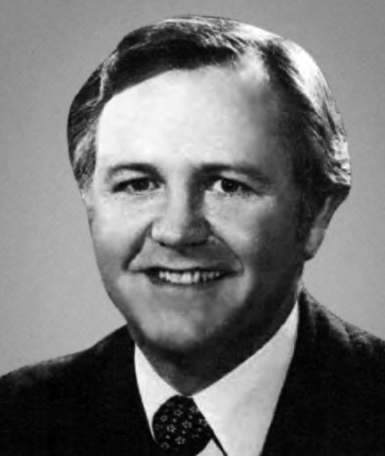
Ed Bethune, um 1982

Edwin Ruthvine „Ed“ Bethune Jr. (* 19. Dezember 1935 in Pocahontas, Arkansas) ist ein US-amerikanischer Politiker. Zwischen 1979 und 1985 vertrat er den zweiten Wahlbezirk des Bundesstaates Arkansas im US-Repräsentantenhaus.

## Werdegang
Ed Bethune besuchte bis 1953 die Pocahontas High School. Danach war er von 1954 bis 1957 Feldwebel im United States Marine Corps; dabei war er auch in Korea eingesetzt. Nach seiner Militärzeit studierte er bis 1963 an der University of Arkansas unter anderem Jura. Im Anschluss an seine im selben Jahr erfolgte Zulassung als Rechtsanwalt begann er in Pocahontas in diesem Beruf zu arbeiten. 1972 wurde er auch als Anwalt beim Obersten Bundesgericht der Vereinigten Staaten (United States Supreme Court) zugelassen. Zwischen 1963 und 1964 war Bethune stellvertretender Bezirksstaatsanwalt im Randolph County. Danach arbeitete er zwischen 1964 und 1968 als Sonderermittler für das FBI. In den Jahren 1970 und 1971 war er Staatsanwalt im ersten Gerichtsbezirk seines Heimatstaates. Von 1973 bis 1976 war Bethune Vorstandsvorsitzender der Ninth District Federal Home Loan Bank.
Politisch schloss sich Bethune der Republikanischen Partei an. 1972 bewarb er sich erfolglos um das Amt des Attorney General von Arkansas. Bei den Kongresswahlen des Jahres 1978 wurde er im zweiten Distrikt von Arkansas in das US-Repräsentantenhaus in Washington gewählt, wo er am 3. Januar 1979 die Nachfolge von Jim Guy Tucker antrat. Nach zwei Wiederwahlen in den Jahren 1980 und 1982 konnte er bis zum 3. Januar 1985 drei Legislaturperioden im Kongress verbleiben.
1984 verzichtete Bethune auf eine erneute Kandidatur für das US-Repräsentantenhaus. Stattdessen bewarb er sich erfolglos um einen Sitz im US-Senat: Er unterlag dem demokratischen Amtsinhaber David Pryor. Zwischen 1986 und 1988 war Bethune Parteivorsitzender der Republikaner in Arkansas. Nach seinem Ausscheiden aus dem Kongress arbeitete er als Anwalt in einer Kanzlei in der Bundeshauptstadt Washington. Ed Bethune lebt heute mit seiner Frau Lana in Maryland. Das Paar hat zwei Kinder.